# تصوير القناة اللعابية
التصوير اللعابيّ (يُطلق عليه أيضًا التصوير الشعاعي ) هو الفحص الشعاعي للغدد اللعابية. عادة ما ينطوي على حقن كمية صغيرة من وسيط التباين في القناة اللعابية لغدة واحدة، متبوعًا بإسقاط روتيني للأشعة السينية. 
الصورة الناتجة تسمى sialogram، نسبة إلى الاسم اللاتيني للغدة اللعابة.
تم استبدال التصوير اللعابي إلى حد كبير بالتنظير الغدي اللعابي  والتصوير المقطعي، مثل التصوير المقطعي المحوسب والتصوير بالرنين المغناطيسي والتصوير بالموجات فوق الصوتية . 

## الاستخدامات
يوصى بهذا الإجراء عندما يكون هناك تورم وألم متكرر في الوجه ولكن الموجات فوق الصوتية لم تكشف عن أي مشاكل. إذا اشتبه في حدوث متلازمة سجوجرن (المعروفة أيضًا باسم متلازمة سيكا ، وهي مرض مناعي ذاتي يؤثر على الغدد الدمعية اللعابية ، مما يؤدي إلى انخفاض إفراز الدموع واللعاب) ، فإن هذا الإجراء مفيد. إلى جانب ذلك ، عندما يتم التخطيط للتدخل التدخلي مثل إزالة الحصوات من القنوات اللعابية أو توسيع القيود في الغدد اللعابية ، يشار إلى هذا الإجراء أيضًا. ومع ذلك ، بالنسبة، حوامل ، المصابات بحساسية من التباين المعالج باليود ، والعدوى المستمرة أو التهاب الوجه ، فإن هذا غير موصى بههو بطلان. 

## إجراء
يتم تصنيف عوامل التباين إلى مجموعتين: عوامل التباين القابلة للذوبان في الدهون وعوامل التباين القابلة للذوبان في الماء. يمكن لعوامل التباين القابلة للذوبان في الماء أن تملأ العناصر الدقيقة لنظام الأقنية. عوامل التباين القابلة للذوبان في الدهون لزجة ويمكن أن تسبب ردود فعل تحسسية. يمكن أن تسبب هذه أيضًا إزعاجًا للمرضى. عوامل التباين القابلة للذوبان في الدهون لا تملأ العناصر الدقيقة للقناة. 
سيتم أخذ صورة شعاعية أساسية (فيلم كشفي) (scout film) للغدة اللعابية المطلوبة، ويتم توسيع القناة باستخدام مجسات دمعية متدرجة، ثم يتم إدخال قنية في فتحة قناة الغدد اللعابية هذه في الفم، ثم سائل معتم إشعاعيًا (وسط تباين) يتم حقنه في القناة من خلال أنبوب صغير. 
ثم يتم أخذ سلسلة من الصور الشعاعية لتحديد تدفق السائل، وتحديد أي عوائق وموقعها، ومعدل إفراز السائل من الغدة. 
عادةً ما تكون الصور الشعاعية المأخوذة عبارة عن مناظر جانبية مائلة للوجه  حيث أن مخططات تقويم العظام ليست مفيدة لغرض تحديد المنطقة بسبب التراكبات والطريقة التي يتم بها وضعها لوضع الأسنان في الحقل الرئيسي.

## تنبؤات
يتم تفسير هذه الدراسة من خلال تقييم شكل القنوات اللعابية للعوائق والالتهابات المزمنة. التهاب الغدد اللعابية هو مصطلح يصف تمدد القنوات الناجم عن العمليات الالتهابية أو المعدية المتكررة. هناك أيضًا تضيق غير منتظم للقناة اللعابية (تضيق) للقناة ، مما يخلق مظهرًا يُعرف باسم نمط "رابط النقانق" على مخطط اللعاب. يمكن أيضًا طرح اقتراحات الخراجات وأمراض المناعة الذاتية مثل متلازمة سجوجرن . التهاب الغدد اللعابية Sialadenitis ، والذي قد يتسبب في ضمور عِنَبِيّ acinar atrophy ويخلق مظهرًا يُعرف باسم "تقليم الشجرة" "pruning of the tree" على مخطط اللعاب sialogram، حيث يوجد عدد أقل من الفروع المرئية من نظام القناة. يمكن أن تؤدي الآفة التي تشغل حيزًا والتي تحدث داخل الغدة اللعابية أو المجاورة لها إلى إزاحة التشريح الطبيعي للغدة. قد ينتج عن ذلك مظهر يُعرف باسم "الكرة في اليد" "ball in hand" على مخطط اللعاب ، حيث تكون القنوات منحنية حول كتلة الآفة. 

## الآثار السلبية
مثل أي تصوير طبي يستخدم الإشعاع المؤين ، سيكون هناك درجة من الضرر المؤين المباشر والأضرار غير المباشرة من الجذور الحرة free radicals التي تنشأ أثناء تأين جزيئات الماء داخل الخلايا. خطر التسبب في تطور الورم الخبيث ضئيل للغاية، ويتم موازنته مقابل فوائد التحقيق على أساس كل حالة على حدة.
- ألم في الحقن
- عدوى ما بعد الإجراءات ،
- تمزق الأقنية Ductal rupture
- تسرب وسائط التباين ،
- رد فعل تحسسي لوسائط التباين المعالجة باليود (التي قد تظهر مع الشرى وضيق التنفس وانخفاض ضغط الدم ).